# Richard Domba Mady
Richard Domba Mady (* 10. Januar 1953 in Aba; † 3. Juli 2021 in Kinshasa) war ein kongolesischer Geistlicher und römisch-katholischer Bischof von Doruma-Dungu.

## Leben
Richard Domba Mady empfing am 14. September 1980 das Sakrament der Priesterweihe.
Am 14. März 1994 ernannte ihn Papst Johannes Paul II. zum Bischof von Doruma-Dungu. Der Erzbischof von Kisangani, Laurent Monsengwo Pasinya, spendete ihm am 31. Juli desselben Jahres in der Kathedrale Saints Martyrs de l’Ouganda in Dungu die Bischofsweihe; Mitkonsekratoren waren der Bischof von Goma, Faustin Ngabu, und der Apostolische Nuntius in der Demokratischen Republik Kongo, Erzbischof Faustino Sainz Muñoz. Sein Wahlspruch war Fide et caritate („Durch Glauben und Liebe“). Vom 1. Oktober 2005 bis 18. März 2008 war Richard Domba Mady zudem Apostolischer Administrator von Bondo.